# Roberta Casal
María Roberta Rodríguez Casal (Buenos Aires; 6 de septiembre de 1958), más conocida como Roberta Casal, es una actriz argentina.

## Televisión
| Ficciones | Ficciones            | Ficciones                  |
| Año       | Título               | Personaje                  |
| --------- | -------------------- | -------------------------- |
| 1979-1980 | Al rojo vivo         | Pilar Álvarez              |
| 1980      | El coraje de querer  | Mucama                     |
| 1981      | Stefania             | Roberta                    |
| 1982      | Teatro de humor      | Consuelo "Ep: Viejo verde" |
| 1982      | La sombra            | Natalia                    |
| 1983      | Mundos opuestos      | Gabriela Jiménez           |
| 1983      | J.J. Jueza de gloria | Inés Garmendia             |
| 1983      | La madrastra         | Martina Fernández          |
| 1984      | María Luján          | Cristina Roldán            |
| 1984-1985 | Nazarena             | Asunción                   |
| 1985      | Los 16 de Gabriela   | Fernanda Morales           |
| 1985      | María Isabel         | Mireya Serrano             |
| 1986      | Mujer comprada       | Amelia                     |
| 1986      | La mentira           | Virginia Fernández-Negrete |
| 1988      | Los porteños         | Angelina "Angie" Santos    |
| 1989-1990 | La bonita página     | Soledad                    |
| 1998-1999 | Muñeca brava         | Hilda Lázzari              |
| 2001-2002 | Yago, pasión morena  | Griselda Chamorro          |

## Cine
| Año  | Título                | Personaje       | Dirección         |
| ---- | --------------------- | --------------- | ----------------- |
| 1995 | Las nave de los locos | Roberta Márquez | Ricardo Wullicher |